# Dauphin Island
Dauphin Island ist ein Ort im Mobile County, Alabama, USA. Der Ort liegt auf der gleichnamigen Insel. Dauphin Island wurde am 29. August 2005 von Hurrikan Katrina getroffen. Die Gesamtfläche des Ortes beträgt 430,1 km². 2020 hatte Dauphin Island 1778 Einwohner.

## Demographie
Nach der Volkszählung aus dem Jahr 2000 hatte Dauphin Island 1371 Einwohner, die sich auf 601 Haushalte und 418 Familien verteilten. Die Bevölkerungsdichte betrug somit 85,4 Einwohner/km². 96,43 % der Bevölkerung waren weiß, 0,44 % schwarz. In 21,6 % der Haushalte lebten Kinder unter 18 Jahren. Das Durchschnittseinkommen betrug 44.219 Dollar pro Haushalt, wobei 9,2 % der Bevölkerung unterhalb der Armutsgrenze lebten.

## Geschichte
In Dauphin Island sind insgesamt vier Bauwerke und Stätten im National Register of Historic Places eingetragen (Stand 21. Dezember 2019), darunter Fort Gaines und der Isle Dauphine Club.